# 周詔 (成化舉人)
周詔（15世紀—16世紀），字希正，南直隸蘇州府吳縣人，明朝政治人物。

## 生平
周詔是正統三年舉人周泰之子，成化十六年（1480年）舉人，授嘉祥教諭，九年後考績入京，獲選為興王朱祐杬的王府伴讀，改任王府紀善，根據《皇明祖訓》及各經書的大綱寫下萬言進呈，得興王採納，因母親逝世回鄉，服闋後仍任原官，食長史俸錄。周詔對興王有知遇之心，遇事總上表忠言，言辭懇切，興王總會寫下君子懷德及諸詩賜與他，而他向興國世子朱厚熜進講古義時總加上時事勸諭，總令世子新奇，及後世子入嗣大統，是為明世宗，擢陞他為少詹事兼侍讀，很快他以病辭任未得允許，進官太常寺卿，同年冬天去世，年八十歲，追贈禮部侍郎，恩廕其子孫。

## 引用
1. 1 2  民國《吳縣志·卷六十七·列傳五》：周詔，字希正，父泰字景通，正統戊午舉人，知樂會縣，海寇竊發，泰鳩集武勇，觸冒炎瘴，賊賴以平，而泰竟疽發背歿，縣民奔走號泣，爭願出地為葬，泰妻樓奉遺骸歸，眾乃斂衣冠聚土為冢，歲時祀之。詔舉成化庚子鄉試，授嘉祥教諭，九載考績入京，睿宗之國選為伴讀，遷紀善，詔以國事草創宜有典則，以垂後世，乃本祖訓及中庸九經之旨為書萬言以進，多見採納，丁內艱，服闋睿宗為請仍舊職，食長史俸，詔感知遇，因事納忠言多切直，睿宗喜榜書君子懷德及諸詩賜之，迨事世宗每進講古義附時事為勸，上為悚聽，及入嗣大統擢少詹事兼侍讀，尋以病辭不允，進太常卿，是冬卒，年八十，贈禮部侍郎，廕其子孫。 王志堅府志稿